# Ӗ
Ӗ (minuskule ӗ) je písmeno cyrilice. Je používáno pouze v čuvaštině. Písmeno je variantou písmena Е. Jeho tvar se v minuskulní i majuskulní variantě shoduje s tvarem písmena Ĕ v latince. 